# Правова система Мальти
Правова система Мальти — змішана правова система, що функціонує на Мальті. Поєднує англійське право, арабське право, давньоримське та візантійське право.

## Правова система. Загальна характеристика
Правова система Мальти змішана. Певний час (1800—1964 рр.) Республіка Мальта була британською колонією. Саме в цей період країна набула своїх основних рис. Перебування території Мальти під владою Римської імперії, згодом Візантійської, завоювання арабами, а потім підпорядкування ордену іоаннітів, залишило відбитки на сучасному праві Республіки. Економіка залишалася пов'язаною з іншими державами Середземного моря навіть у час колонізації Мальти Англією. Таким чином, право цієї держави значною мірою вплинуло на мальтійське законодавство, утім свій вплив мали і французьке право, і деякі інші правові системи.
У 1854—1873 роки Англія вводить закони для Мальти, які ґрунтувалися на кодексах Франції (Цивільний кодекс, Кримінальний кодекс та ін.). Однак, торговельне і морське право ґрунтувалося на праві Англії, а канонічне право стало основою для шлюбного законодавства.
Що стосується судочинства, то на нього вплинуло як законодавство Франції, так і Англії.
Законодавство-основне мальтійське джерело права. «Переглянуте видання законів Мальти» 1942 р.–видання, яке містить всі законодавчі акти, що діяли в той час. Найголовніші кодекси були додані до цього видання як окремі розділи (Цивільний кодекс, Торговельний кодекс, Кримінальний кодекс, Кодекс законів про поліцію, Кодекс законів про організацію судів у цивільному процесі). З того часу до даного «Видання» додаються нові закони, які реєструються и публікуються кожен рік окремими томами як продовження «Переглянутого видання». Генеральний аторней юридично оформлює всі законопроєкти, що є дуже важливим в їх підготовці.
Мальта-держава з розвиненими комерційними зв'язками, для якої як важливими Джерелами права є торговельні звичаї.
Джерелами визнаються також рішення, прийняті вищими судовими інстанціями (не є обов'язковими прецедентами, але впливають на судову практику).

## Цивільне та суміжні з ним галузі права
У 1868 році було прийнято Цивільний кодекс який є чинним на даний момент. Спочатку він регулював речове право, а згодом і особисті права.
У 1857 році було прийнято Торговельний кодекс, який врегульовував загальні питання торгівлі, через рік даний кодекс врегульовував питання морської торгівлі та деякі інші.
У 1854 році було видано Кодекс законів про організацію і процедури розгляду цивільних справ, основою якого став ЦПК Франції.
У 1962 році з метою кодифікації законодавства про компанії було видано Закон про торговельне партнерство (чинний з 1965 р.), його підґрунтям є норми права Англії, але з урахуванням норм ЦК Італії .
У 1973 році було видано Закон про морське торговельне судноплавство. Час від часу видаються правила експорту на імпорту.
Після ІІ світової війни розвивається соціальне законодавство .

## Кримінальне право
Губернатор Англії опублікував італійською мовою чинний кримінальний кодекс (1854 р.), який майже повність дублював КК Франції, на основі якого був складений. Часто КК Мальти доповнювався на корегувався, так наприклад смертна кара в 1971 році за була скасована злочини, вчинені в мирний час, а згодом за всі злочини. Кримінально-процесуальний кодекс, який було додано до КК як другу книгу, було опубліковано в тому самому році.

## Судова система. Органи контролю
Згідно з конституцією Мальти Конституційний суд є вищою державною установою. Конституційний суд скликається з певною періодичністю і вирішує скарги з таких питань, як: конституційність законів, вибори до парламенту, порушення конституційних прав громадян; також здійснює тлумачення законів.
Неоднозначним є судове оскарження урядових розпоряджень. Дана можливість є забороненою на Мальті, але всупереч цьому в 1981 році позов архієпископа, щодо визнання рішення уряду неконституційним був задоволений.
Апеляційний суд і Кримінальний апеляційний суд очолюють систему судів загальної юрисдикції . Рішення Цивільного суду і Комерційного суду оскаржують до Апеляційного суду, а рішення Кримінального суду (крім виправдальних вироків) оскаржують до Кримінального апеляційного суду Мальти. До складу Кримінального апеляційного суду входять 3 судді, які одноосібно розглядають оскарження рішень магістратських судів у кримінальних справах.
Після вищезазначених судів стоять Цивільний суд, Комерційний суд та Кримінальний суд. До складу цивільного суду входить 2 палати. Одна з них розглядає суперечки між сторонами як суд першої інстанції, а друга розглядає інші цивільні справи. Рішення магістратських судів розглядаються одноосібно суддями цивільного суду. Кримінальні справи та морські справи розглядаються суддями комерційного суду. Важкі злочини розглядаються кримінальним судом, але не тільки суддею цього суду, а й присяжними.
Найнижчою судовою інстанцією є магістратські суди, які розглядають менш тяжкі злочини і суперечки, що регулюються цивільним правом. До складу даного суду належать мирові судді. Існують також судді, які розглядають справи по питанням з правопорушень неповнолітніх і трибунали по адміністративним і трудовим справам.
За поданням Прем'єр-міністра Президент Мальти призначає довічно всіх суддів. Вони ведуть судочинство зазвичай мальтійською мовою, хоча офіційною є також англійська мова.
Порушити справу, передати її до суду, або взагалі відмовитися від судового переслідування можливо за вказівкою і під контролем генерального аторнея, саме він здійснює кримінальне переслідування.